# 671
Évszázadok: 6. század – 7. század – 8. század
Évtizedek: 620-as évek – 630-as évek – 640-es évek – 650-es évek – 660-as évek – 670-es évek – 680-as évek – 690-es évek – 700-as évek – 710-es évek – 720-as évek
Évek: 666 – 667 – 668 – 669 –  670 – 671 – 672 – 673 – 674 – 675 – 676

## Események

### Európa
- Meghal Grimoald longobárd király. Az idős uralkodón betegsége miatt eret vágnak és kilenc nappal később, amikor íjával egy galambot próbál lelőni, sebe felszakad. Újrakötözése ellenére rosszul lesz és meghal, ezért orvosait azzal vádolják, hogy megmérgezték. A trónt fia, Garibald örökli, ám három hónap múlva visszatér száműzetéséből Perctarit, akit Grimoald űzött el korábban. A nemesség Perctarit oldalára áll, aki megdönti Garibald uralmát.
- Ecgfrith northumbriai király a két folyó csatájában döntő vereséget mér a piktekre, akiket a következő 14 évre rabszolgasorba dönt.

### Kelet-Ázsia
- Koreában Silla királyság erői kiűzik a volt déli királyság, Pekcse területét megszálló kínaiakat. Korábban Taj-cung kínai császár Sillának ígérte Pekcsét, ha segít az északi Kogurjo elleni harcban, Taj-cung fia, Kao-cung azonban Kogurjo megdöntése után nem tartotta be az ígéretet.
- Ji-csing kínai buddhista szerzetes elindul Indiába, hogy szent szövegeket tanulmányozzon és szerezzen. Útja végül 25 évig tart, eközben bejárja Indián kívül Malajziát és Indonéziát. Útjáról részletes leírást tesz közzé.
- Tendzsi japán császár nyilvános vízórát készíttet, hogy székhelyének, Ótszunak lakói követni tudják az időt.

## Halálozások
- Grimoald, longobárd király

## Fordítás
- Ez a szócikk részben vagy egészben  a(z)   671 című angol Wikipédia-szócikk ezen változatának fordításán alapul.  Az eredeti cikk szerkesztőit annak laptörténete sorolja fel. Ez a jelzés csupán a megfogalmazás eredetét és a szerzői jogokat jelzi, nem szolgál a cikkben szereplő információk forrásmegjelöléseként.